# Doktor Melchior Wyderko
Doktor Melchior Wyderko (ang. Doctor Otter, 2001) – brytyjski serial animowany emitowany w Polsce w Wieczorynce na kanale TVP 1 w 2003 roku.

## Spis odcinków
| N/o            | Polski tytuł            | Angielski tytuł                  |
| -------------- | ----------------------- | -------------------------------- |
| SERIA PIERWSZA |                         |                                  |
| 01             | Szczęściarz             | Colour Me Lucky                  |
| 02             | Wybuchowa niespodzianka | Blackberry Surprise              |
| 03             | Urodziny Melchiora      | Melvyn's Birthday                |
| 04             | Doktor gra w Golfa      | Doctor Otter's Mouldy Golf Bag   |
| 05             | Doktor Donna            | Doctor Donna                     |
| 06             | Zespół pomocy domowych  | The Odd-Job Gang                 |
| 07             | Kiermasz stulecia       | Sale of the Centuury             |
| 08             | Lekcje odwołane         | School's Out                     |
| 09             | Po burzy                | After the Storm                  |
| 10             | Pechowy Szczęściarz     | Stucky Lucky                     |
| 11             | Dom dla Szczęściarza    | A New Home for Lucky             |
| 12             | Poszukiwanie skarbu     | Treasure Hunt                    |
| 13             | Zupa z dyni             | Pumpkin Soup                     |
| 14             | Opieka nad chorym       | Cold Comfort                     |
| 15             | Wakacje                 | Summer Break                     |
| 16             | Lokatorzy Melchiora     | Melvyn's Lodgers                 |
| 17             | Ale buty                | Oh, What a Beautiful Day         |
| 18             | Nocny złodziejaszek     | Things That Go Bump in the Night |
| 19             | Wiosenne Porządki       | Dunston's Spring Clean           |
| 20             | Pomnik doktora          | Statue Over There?               |
| 21             | Wypadek                 | Crash                            |
| 22             | Bieg dobroczynny        | Best Foot Forward                |
| 23             | Pech szczęściarza       | Unlucky Getting the Needle       |
| 24             | Wędkowanie              | A Fishy Tale                     |
| 25             |                         | Getting the Needle               |
| 26             | Pan Bąbelek             | Mr Bumble                        |